# Harry Brecheen
Pour les articles homonymes, voir Brecheen.
Harry Brecheen (né le 14 octobre 1914 à Broken Bow dans l'Oklahoma) fut un joueur de baseball professionnel américain qui remporta trois Séries mondiales (1943, 44, 46) avec les Cardinals de Saint-Louis.
Surnommé « le chat » (the cat), Breechen était un joueur essentiel des Saint-Louis Cardinals avec lesquels il fait l'essentiel de sa carrière (1940 à 1952). Lanceur gaucher, il signe trois victoires consécutives en Série mondiale face aux Red Sox de Boston en 1946. Il achève sa carrière comme joueur aux Browns de Saint-Louis (1953).
Deux fois nommé sur l'équipe d'étoiles, il débute 240 parties, en joue 125 en entier pour 25 blanchissages, 133 victoires, 92 défaites et 901 strikeouts.
Après a carrière de joueur de 12 saisons entre 1940 et 1953, il devient entraîneur des Orioles de Baltimore de 1954 à 1967.
Il meurt à 89 ans à Bethany, Oklahoma le 17 janvier 2004.